# 4-es metró (Peking)
A pekingi 4-es metró (egyszerűsített kínai: 北京地铁4号线; pinjin: běijīng dìtiě sìhào xiàn) egy északnyugat-dél irányú metróvonal Peking nyugati részén. A 4-es vonal színe      kékeszöld. 2009. szeptember 28-án indult meg rajta a közlekedés.

## Jegyár
A jegy ára ezen a vonalon korlátlan átszállással: 2 jüan

## Üzemidő
| 4-es vonal indulásai   | Első  | Utolsó |
| ---------------------- | ----- | ------ |
| Anheqiaobei North felé | 05:00 | 22:45  |
| Gongyixiqiao felé      | 05:10 | 23:15  |

## Állomáslista
| 4 (Anheqiao North – Gongyixiqiao) |                     |                                                              |  |  |  |  |  |
| Állomás (angol név)               | Állomás (kínai név) | Átszállás                                                    |  |  |  |  |  |
|                                   |                     |                                                              |  |  |  |  |  |
| Anheqiao North                    | 安河桥北            |                                                              |  |  |  |  |  |
| Beigongmen                        | 北宫门              |                                                              |  |  |  |  |  |
| Xiyuan                            | 西苑                | 16-os vonal (2016–2017-től)                                  |  |  |  |  |  |
| Yuanmingyuan Park                 | 圆明园              |                                                              |  |  |  |  |  |
| East Gate of Peking University    | 北京大学东门        |                                                              |  |  |  |  |  |
| Zhongguancun                      | 中关村              |                                                              |  |  |  |  |  |
| Haidianhuangzhuang                | 海淀黄庄            | 10-es vonal                                                  |  |  |  |  |  |
| Renmin University                 | 人民大学            | 12-es vonal (2020-tól)                                       |  |  |  |  |  |
| Weigongcun                        | 魏公村              |                                                              |  |  |  |  |  |
| National Library                  | 国家图书馆          | 9-es vonal 16-os vonal (2016–2017-től)                       |  |  |  |  |  |
| Beijing Zoo                       | 动物园              |                                                              |  |  |  |  |  |
| Xizhimen                          | 西直门              | 2-es vonal 13-as vonal S2-es vonal                           |  |  |  |  |  |
| Xinjiekou                         | 新街口              |                                                              |  |  |  |  |  |
| Ping'anli                         | 平安里              | 3-as vonal (2020–2021-től) 6-os vonal 19-es vonal (2019-től) |  |  |  |  |  |
| Xisi                              | 西四                |                                                              |  |  |  |  |  |
| Lingjing Hutong                   | 灵境胡同            |                                                              |  |  |  |  |  |
| Xidan                             | 西单                | 1-es vonal                                                   |  |  |  |  |  |
| Xuanwumen                         | 宣武门              | 2-es vonal                                                   |  |  |  |  |  |
| Caishikou                         | 菜市口              | 7-es vonal                                                   |  |  |  |  |  |
| Taoranting                        | 陶然亭              |                                                              |  |  |  |  |  |
| Beijing South Railway Station     | 北京南站            | 14-es vonal                                                  |  |  |  |  |  |
| Majiapu                           | 马家堡              |                                                              |  |  |  |  |  |
| Jiaomen West                      | 角门西              | 10-es vonal                                                  |  |  |  |  |  |
| Gongyixiqiao                      | 公益西桥            | Daxing vonal                                                 |  |  |  |  |  |
|                                   |                     |                                                              |  |  |  |  |  |

## Fordítás
- Ez a szócikk részben vagy egészben  a   Line 4, Beijing Subway című angol Wikipédia-szócikk fordításán alapul.  Az eredeti cikk szerkesztőit annak laptörténete sorolja fel. Ez a jelzés csupán a megfogalmazás eredetét és a szerzői jogokat jelzi, nem szolgál a cikkben szereplő információk forrásmegjelöléseként.
- Ez a szócikk részben vagy egészben  a(z)   北京地铁4号线 című kínai Wikipédia-szócikk fordításán alapul.  Az eredeti cikk szerkesztőit annak laptörténete sorolja fel. Ez a jelzés csupán a megfogalmazás eredetét és a szerzői jogokat jelzi, nem szolgál a cikkben szereplő információk forrásmegjelöléseként.

## Külső hivatkozások
- Beijing MTR Corp. Ltd